# Кампасо (Бјела)
Кампасо је насеље у Италији у округу Бијела, региону Пијемонт.
Према процени из 2011. у насељу је живело 57 становника. Насеље се налази на надморској висини од 260 м.